# 東光院 (恵那市)
東光院（とうこういん）は、岐阜県恵那市岩村町富田にある十一面観世音菩薩(火水観音)を本尊とする臨済宗妙心寺派の寺院。山号は天徳山。恵那三十三観音霊場十番。

## 概要
大永年間(1521年～1528年)に大源孚公が大圓寺の塔頭として打杭峠の傍に建立した庵を始まりとする。
元亀3年（1572年）、武田信玄の命により武田勢の攻撃により大圓寺は焼失したが、東光院は難を免れた。
その因縁により大圓寺で祀られていた十一面観世音菩薩を本尊とし、大圓寺住持で武田勢に斬殺された希菴玄密の位牌を祀っている。
元和年間に、加茂郡の瑞林寺七世の竺源玄盛が、大圓寺の再興を志して岩村を訪れたが、当時の岩村藩主松平乗寿が、岩村遠山氏の菩提寺であった大圓寺の再興を拒んだため、その法嗣が代わって東光院を中興し末寺としたと伝わる。
文政2年（1819年）に火災により焼失したが、天保14年（1842年）に再興を果たしている。
本尊の十一面観世音菩薩は「火水観音(ひみずかんのん)」と呼ばれて秘仏とされ、火難を防ぎ、開扉すると雨水を招くと伝わる。
寺伝によると、明治時代に1回と、昭和15年(1940年)の旱魃の際に開扉したところ直後に大雨が降ったという。
また、所蔵する弘法大師像は、明治元年(1868年)の神仏分離令の際に神仏混淆の修験道を行っていたために廃寺とされた真言宗当山派の寺院が所蔵していた像が移されたものと考えられる。
境内には、明治時代に陸軍中将・陸軍大臣・貴族院議員を務めた大島健一と、第二次世界大戦時にドイツ大使を務めた大島浩の墓がある。

## 旧大成小学校裏経塚
恵那市岩村町富田と飯羽間の境に五輪塔がある。昭和37年(1962年)に廃校となった岩村町立大成小学校の跡地の裏にあるため、旧大成小学校裏経塚と呼ばれる。
寛永6年(1629年)10月12日に、東光院住持の祖牛和尚が建てたもので、五輪塔は最も小さいもので高さ4尺3寸である。塔の礎石に法華経を賛美した文章が刻まれている。

## 指定文化財・天然記念物

### 恵那市指定文化財
(史跡)　旧大成小学校裏経塚

## 関連寺院
- 瑞林寺